# یوناس سونسن (تنیس‌باز)
 یوناس سونسن (انگلیسی: Jonas Svensson؛ زاده ۲۱ اکتبر ۱۹۶۶) یک تنیس‌باز اهل سوئد است. 